# Konrad Adenauer
Konrad Hermann Joseph Adenauer (Keulen, 5 januari 1876 – Rhöndorf, 19 april 1967) was een Duits politicus van de CDU en jurist. Van 1949 tot 1963 was hij de eerste bondskanselier van de Bondsrepubliek Duitsland.
Konrad Adenauer was de zoon van een rechtbankfunctionaris en studeerde van 1894 tot 1897 rechtswetenschap en politicologie in Freiburg, München en Bonn. Gedurende korte tijd werkte hij als jurist. Hij was lid van de vooroorlogse katholieke Zentrumspartei, respectievelijk de naoorlogse CDU. Vanaf 1906 was hij gemeentelijk bestuurder in zijn geboortestad. In de periode van 1917 tot 1933 en in 1945 was hij burgemeester van de stad Keulen. Zijn bijnaam was Der Alte.
Adenauer is tweemaal getrouwd geweest. Zijn eerste vrouw, Emma Weyer (geb. 1880), overleed in 1916 na twaalf jaar huwelijk. Samen kregen zij drie kinderen. In 1919 trouwde Adenauer met Auguste Zinsser (geb. 1895). Samen kregen zij vijf kinderen. In 1948 overleed zij aan de gevolgen van een zelfmoordpoging die zij deed toen ze in de Tweede Wereldoorlog kort door de Gestapo was vastgezet.

## Politieke start
Het was in 1917, na zijn huwelijk met Emma Weyer, dat hij in contact kwam met de politieke wereld. In 1906 werd hij "Beigeordneter" (schepen of wethouder) om in 1909 "Erster Beigeordneter" te worden. In die functie stond hij het dichtst bij Max Wallraf, zijn voorganger als burgemeester en de oom van zijn echtgenote. Het was de periode van hongersnood in de winter van 1916-1917 na het mislukken van de aardappeloogst. Maar ook van grote projecten zoals de bouw van de Deutzer Brücke, een hangbrug over de Rijn. Een andere mentor voor Adenauer was Hermann Kausen, die in de Keulse gemeenteraad fractieleider was voor de katholieke Zentrumpartij. In oktober 1903 was Adenauer als advocaat in dienst gegaan op diens kantoor.

## Burgemeester
De jurist Adenauer werd in 1917 burgemeester van Keulen. Als burgemeester moest hij na de Eerste Wereldoorlog nauw samenwerken met de Britten die (samen met Frankrijk en de Verenigde Staten) het Rijnland een aantal jaren bezet hielden. Rond 1920 was hij kort betrokken bij een beweging die streefde naar afscheiding van het Rijnland. Later nam hij daar – al dan niet om politieke redenen – weer afstand van en bekritiseerde de beweging zelfs fel. Al in 1931 trad hij resoluut op tegen de opkomende nationaalsocialisten: ondanks zijn verbod hadden nationaalsocialisten de Rijnbruggen van Keulen 's nachts van hakenkruisvlaggen voorzien. Adenauer liet deze als burgemeester van Keulen de volgende ochtend meteen verwijderen. Na de machtsovername van de nazi's in 1933 werd de situatie voor hem als tegenstander van het naziregime steeds moeilijker. De rooms-katholieke burgemeester werd gedwongen ontslag te nemen.
Adenauer vreesde dat zijn leven bedreigd werd en zocht asiel in de Abdij Maria Laach. Van de nazi's kreeg hij geen toestemming weer in Keulen te gaan wonen. In 1934 woonde hij daarom een jaar in Berlijn. Vanaf 1935 betrok hij met zijn gezin een woning in Rhöndorf. Adenauer werd verschillende keren gevangengezet door het regime. De eerste keer was na de Nacht van de Lange Messen in 1934, maar de voormalige burgemeester werd na een paar dagen vrijgelaten. In 1944 werd Adenauer opnieuw gevangengenomen, omdat hij verdacht werd van betrokkenheid bij de aanslag op Hitler door Claus Schenk von Stauffenberg. Hij had in de loop van de oorlog wel kort contact gehad met verschillende coupplegers, maar daarbij sterk de samenwerking afgehouden en het contact verbroken omdat hij geen vertrouwen had in de capaciteiten van de coupplegers. In november 1944 kwam Adenauer op vrije voeten omdat er geen bewijs was van zijn betrokkenheid bij de aanslag.
In 1945 herstelden de Amerikanen de voormalige burgemeester van Keulen weer in zijn ambt, maar de Britten (Keulen lag in hun bezettingszone) zetten hem weer af omdat hij onbekwaam zou zijn. Vermoedelijk vond men hem te onafhankelijk.

## Bondskanselier

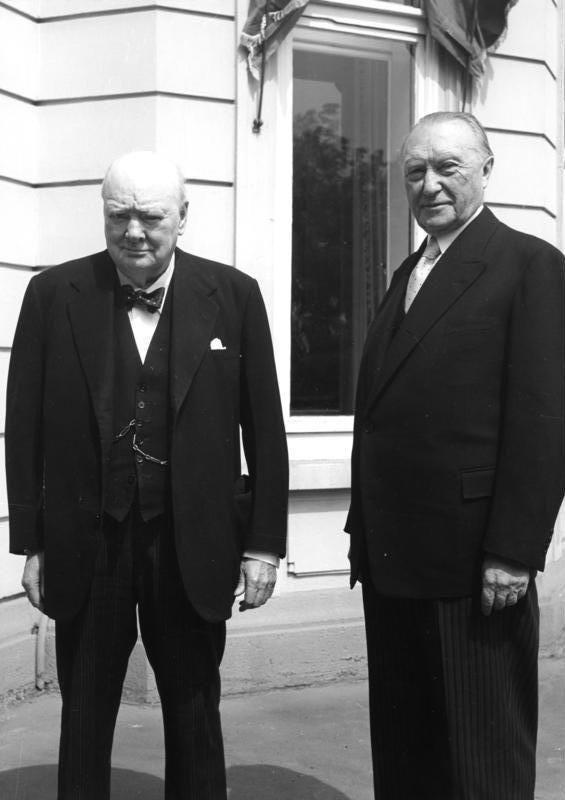
Oud-premier van het Verenigd Koninkrijk Winston Churchill en bondskanselier Konrad Adenauer tijdens een bijeenkomst in Bonn op 12 mei 1956.

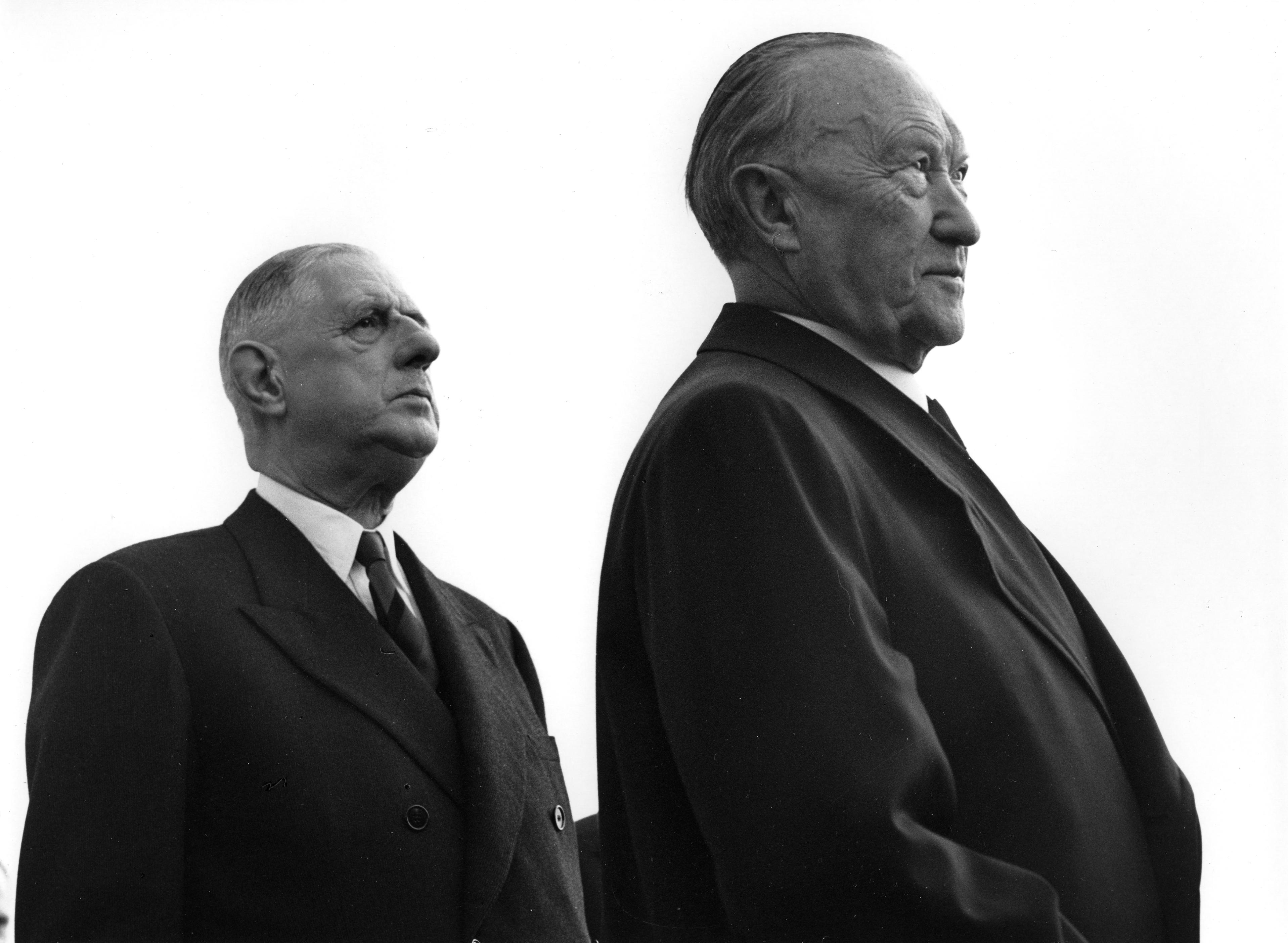
President van Frankrijk Charles de Gaulle en bondskanselier Konrad Adenauer tijdens een aankomst op Flughafen Köln-Bonn op 20 mei 1961.

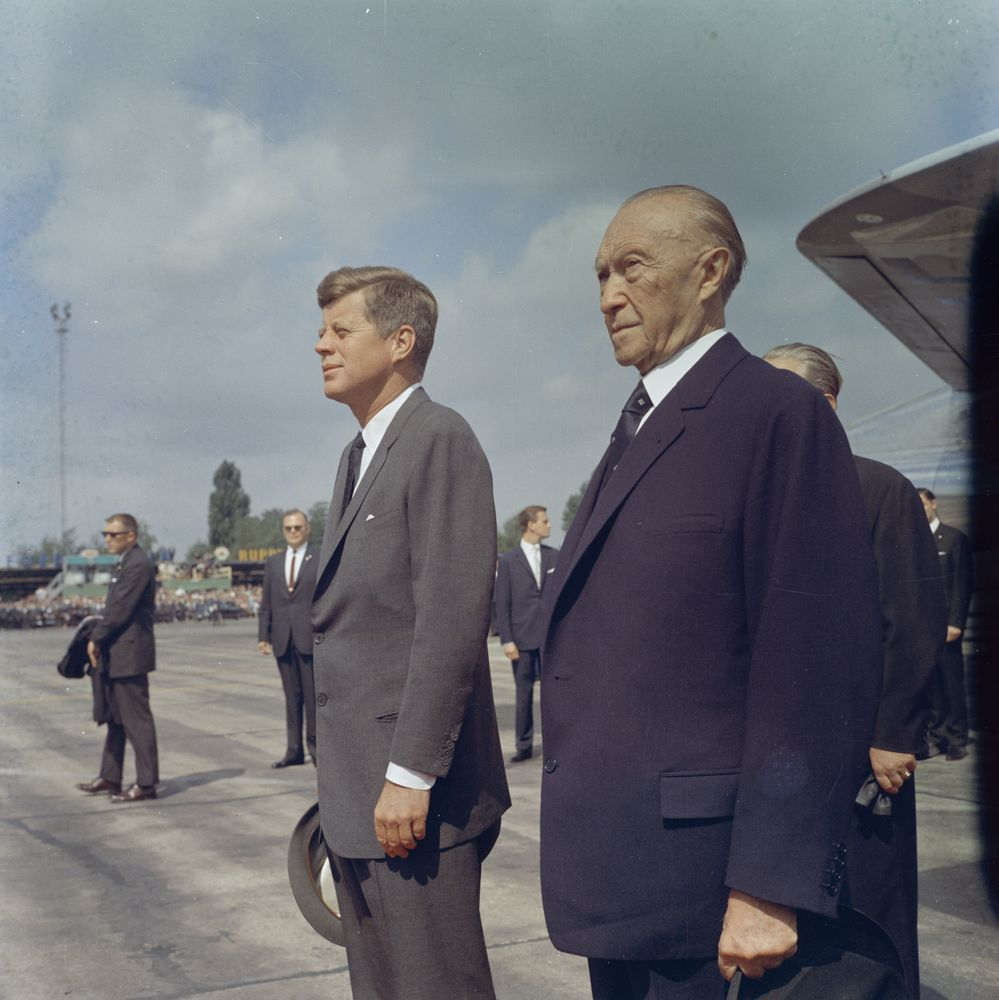
President van de Verenigde Staten John F. Kennedy en bondskanselier Konrad Adenauer tijdens een aankomst op Flughafen Köln-Bonn op 23 juni 1963.

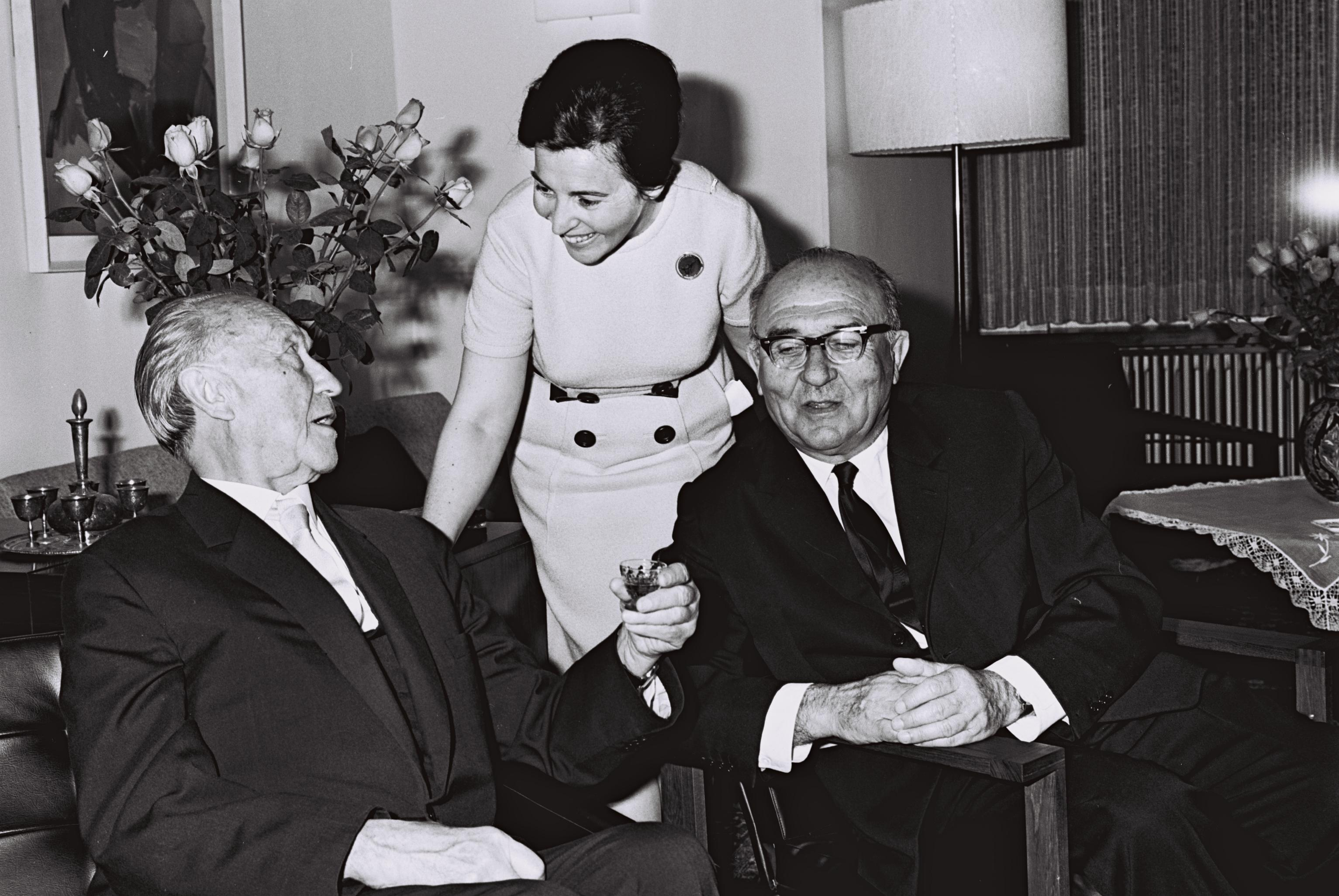
Oud-bondskanselier Konrad Adenauer en premier van Israël Levi Eshkol tijdens een bezoek aan Jeruzalem op 3 mei 1966.

In 1946 raakte Adenauer betrokken bij de nieuwe partij CDU. Deze partij wilde Rooms-katholieken en protestanten verenigen in een partij. Adenauer klom snel op in de nieuwe partij. Hij begon als regionaal voorzitter in Rijnland, maar gaf al snel leiding aan de Parlementaire Raad, die in 1949 een nieuwe Grondwet opstelde. De eerste Duitse Bondsdagverkiezingen in 1949 werden door de CDU gewonnen. Adenauer werd tot de eerste bondskanselier gekozen met één stem meerderheid - zijn eigen stem. Aan zijn partijgenoten had hij uitgelegd dat hij die functie zeker twee jaar zou volhouden. Hij was toen 73 jaar oud. 
In zijn regeringsverklaring kondigde hij aan, "Vergangenes vergangen sein zu lassen", het verleden te laten rusten. Het bestuursapparaat, het leger en de rechterlijke macht zouden niet verder worden onderzocht op hun rol in het Derde Rijk; in zijn ogen waren het slechts meelopers geweest. Voor de opbouw van een stabiele staat konden zij van groot belang zijn. Als zijn rechterhand koos hij Hans Globke, die nog had meegeschreven aan de rassenwetten van Neurenberg. Critici verweten Adenauer dat hij – als man uit het Rijnland – weinig belangstelling toonde voor de meer oostelijke gebieden van Duitsland. Volgens hen zou Adenauer ook te mild geweest zijn tegenover ambtenaren en militairen die in de tijd van het nationaalsocialisme functies hadden. Adenauer antwoordde dat men geen badwater weggooit als men geen nieuw heeft en dat de NAVO geen 18-jarige generaals zou accepteren.
Adenauers politieke programma in de jaren 50 was gericht op de democratische economische wederopbouw en intensieve samenwerking met het vrije Westen, de zogeheten Westbindung. Deze samenwerking en wederopbouw werd door de Verenigde Staten via het Marshallplan financieel ondersteund. In tegenstelling tot de SPD was hij bereid om de Europese eenwording te steunen, ook al had Duitsland op sommige punten in het begin minder rechten dan andere landen. In 1952 verwierp hij een verrassend aanbod van de Sovjet-leider Jozef Stalin, dat behelsde dat een verenigd Duitsland een neutrale grote mogendheid zou mogen worden, met een eigen leger. Adenauer beschouwde de Duitse hereniging als een abstract en ver verwijderd doel.
Volgens de Grondwet was de Bondsrepubliek de enige legitieme (want democratische) vertegenwoordiging van het gehele Duitse volk. Daarom erkende ze de DDR niet. De relatie met de DDR bleef echter een politiek strijdpunt. Adenauer behoorde tot de meerderheid die officiële contacten met het hele Oostblok afkeurde, maar hij was zich ervan bewust dat dit op langere termijn niet vol te houden was. Zo herstelde hij in 1955 de diplomatieke relaties met de Sovjet-Unie. Tijdens een bezoek aan de Sovjet-Unie in datzelfde jaar regelde hij de terugkeer van de laatste Duitse krijgsgevangenen. In datzelfde jaar werd de Bondsrepubliek officieel lid van de NAVO.
Op 27 maart 1952 werd er met een bom in een postpakket een aanslag op het leven van Adenauer gepleegd, waarbij een Duitse politieagent het leven verloor. Het was destijds al duidelijk dat de aanslag uit de hoek van de Israëlische, zionistische terreurorganisatie Irgun onder leiding van het radicale Knesset-lid Menachem Begin kwam. Adenauer en de Israëlische premier David Ben-Gurion waren het erover eens dat een strafvervolging en een openbaar maken van de achtergrond niet in het belang van beide landen zou zijn. Contacten met Duitsland, bijvoorbeeld het Luxemburger Abkommen, dat steun voor de opbouw van Israël regelde, waren toen nog zéér omstreden in Israël. Bovendien achtte men heropleving van antisemitisme in de Bondsrepubliek waarschijnlijk in geval van publicatie. Duitsland had kort daarvoor, vooral op initiatief van Adenauer, een akkoord gesloten met Israël over herstelbetalingen vanwege de vervolging van de Joden tijdens de Tweede Wereldoorlog.
De regering van Adenauer vroeg in 1952 het constitutioneel gerechtshof om een verbod van de neonazistische Sozialistische Reichspartei (SRP) en de Kommunistische Partei Deutschlands (KPD). De SRP werd in 1952 verboden, de KPD in 1956.
Adenauer bleef bondskanselier tot 1963 en voorzitter van de CDU tot 1966. Een jaar later stierf hij op 91-jarige leeftijd. Zijn hoge leeftijd had hem voor zijn functioneren als bondskanselier weleens kritiek opgeleverd. Hij werkte geen geschikte opvolger in en kreeg uiteindelijk de opvolger die hij het minst had gewild, minister van Economische Zaken Ludwig Erhard. Erhard was minder vrijgevig in tijden van verkiezingen en was sceptisch over Adenauers nauwe samenwerking met Frankrijk, waarvan het Élysée-verdrag van 22 januari 1963, ondertekend door hem en de Franse president Charles de Gaulle, het hoogtepunt was geweest.
In 2003 werd Adenauer door de kijkers van de ZDF verkozen als Grootste Duitser aller tijden, in het programma Unsere Besten.
- Bibsys: 90103439
- Biblioteca Nacional de Chile: 000036603
- Biblioteca Nacional de España: XX821118
- Bibliothèque nationale de France: cb120285810 (data)
- Catàleg d'autoritats de noms i títols de Catalunya: 981058611101406706
- CiNii: DA01414177
- Gemeinsame Normdatei: 11850066X
- International Standard Name Identifier: 0000 0001 0856 4829
- Library of Congress Control Number: n80060444
- Nationale Bibliotheek van Letland: 000001298
- MusicBrainz: 031ad051-27d7-478a-9599-033b4dfd4816
- National Archives and Records Administration: 10581751
- Bibliotheek van het Japanse parlement: 00519443
- Nationale Bibliotheek van Tsjechië: jn20000600039
- Nationale bibliotheek van Australië: 35001382
- Nationale Bibliotheek van Israël: 987007257447705171
- Nationale Bibliotheek van Polen: a0000001181665
- Nationale en Universitaire bibliotheek Zagreb: 000140294
- Nederlandse Thesaurus van Auteursnamen: 069135649
- Réseau des bibliothèques de Suisse occidentale: 02-A002908754
- RKD-Nederlands Instituut voor Kunstgeschiedenis: 374336
- Istituto Centrale per il Catalogo Unico: IEIV038437
- LIBRIS: 379049
- SNAC: w6m90czm
- Système universitaire de documentation: 027666336
- Trove: 784921
- Union List of Artist Names: 500654332
- Virtual International Authority File: 34470968
- WorldCat: E39PBJfCCBcTRKhvFJdhcRxCcP

Adenauer (1949–1963) ·
Erhard (1963–1966) ·
Kiesinger (1966–1969) ·
Brandt (1969–1974) ·
Scheel (1974) ·
Schmidt (1974–1982) · 
Kohl (1982–1998) ·
Schröder (1998–2005) ·
Merkel (2005–2021) ·
Scholz (2021–heden)